# Social shopping
Social shopping is een combinatie van sociaalnetwerksites, zoals Facebook en virale marketing. Gebruikers kunnen op socialshoppingsites een profiel aanmaken en hun favoriete producten tentoonstellen.

## Bezoekers
Op socialshoppingsites kunnen bezoekers beschrijvingen van producten die ze online tegenkomen opslaan. De verlanglijsten zijn openbaar. De eigen pagina is een etalage met spullen: zowel bezittingen, zonder dat die te koop zijn, als wat men zou willen bezitten. Bezoekers kunnen op elkaar reageren met ervaringen. De openbaarheid zorgt ervoor dat er een grote verzameling artikelen op internet te vinden is. Het is een manier om nieuwe producten te ontdekken. Men kan neuzen in verlanglijstjes van mensen met dezelfde smaak of behoefte. Of het eigen lijstje delen met familie en vrienden.

## Webshops
Uit onderzoek blijkt dat online community's steeds meer invloed hebben op koopgedrag van consumenten. Webshops kunnen hier gebruik van maken door hun klanten de mogelijkheid te geven hun producten op een socialshoppingsite te delen en er zo reclame voor te maken. Dit gebeurt door het opnemen van web 2.0-iconen bij hun producten. In Nederland ontstonden de eerste socialshopping-initiatieven eind 2007. 